# جون بيرلسون
جون بيرلسون (بالإنجليزية: John Burleson)‏ هو لاعب كرة قدم أمريكية أمريكي، ولد في 21 أغسطس 1909 في ألباني في الولايات المتحدة، وتوفي في 6 أكتوبر 1983 في أبيلين في الولايات المتحدة.

## وصلات خارجية
- جون بيرلسون على موقع مرجع كرة القدم المحترفة.كوم (الإنجليزية)
- جون بيرلسون على موقع JustSportsStats.com (الإنجليزية)